# Ein starkes Team: Blutige Ernte
Blutige Ernte ist ein deutscher Fernsehfilm von Michel Bielawa aus dem Jahr 2007. Es handelt sich um die 36. Folge der Krimiserie Ein starkes Team mit Maja Maranow und Florian Martens in den Hauptrollen.

## Handlung
In der Umgebung von Berlin wird eine übel zugerichtete Frauenleiche gefunden. Da Kriminalhauptkommissar Otto Garber zu einer Kur gefahren ist, ermittelt seine Kollegin Verena Berthold nur mit Ben Kolberg und Yüksel Yüzgüler in diesem Mordfall. Erste Anzeichen sprechen dafür, dass die junge Frau während der Apfelernte als Landarbeiterin tätig war. Kriminalrat Reddemanns Team sieht sich daher auf den umliegenden Obstplantagen um, ob die junge Frau irgendwo vermisst wird. Das bringt Erfolg, und das Opfer kann als die polnische Saisonarbeiterin Elzbieta Plonski identifiziert werden. Von der Frau des Plantagenbesitzers Gudrun Fries erfahren die Ermittler, dass es am Vorabend ein Apfelfest gegeben hat. Elzbieta war mit dem Sohn ihres Mannes verlobt, doch die anderen Arbeiterinnen meinen, dass sie sich auch mit dem Vater abgegeben habe. Thomas Fries ist am Boden zerstört, als er vom Elzbietas Tod erfährt. Er verdächtigt seinen Vater, mit ihrem Tod etwas zu tun zu haben.
Ben Kolberg findet heraus, dass es auch einen Exverlobten gibt. Daher wird nach Janusz Lubanski gefahndet, da man ihm das größte Mordmotiv zutraut. Aber auch das Umfeld der Familie Fries lassen die Ermittler nicht aus den Augen, denn der Hofbesitzer gilt als der unumschränkte „Apfelkönig“, der neben sich niemanden duldet. Daher ist das Verhältnis zwischen Vater und Sohn recht angespannt.
Sowohl der Tatort als auch der „Frieshof“ liegen in unmittelbarer Nähe zur Kurklinik und so bleibt es nicht aus, dass Otto Garber an dem Fall mitarbeitet. Ihm ist schon seit einer Weile aufgefallen, dass der Wirt Werner Dampmann, bei dem er regelmäßig einkehrt, ein Geheimnis hat. Zum einen hat er eine Affäre mit Gudrun Fries, obwohl ihr Mann eigentlich sein Freund ist, zum anderen wird er augenscheinlich von einem Obdachlosen erpresst. Gerade als Garber versucht, von diesem Informationen zu bekommen, wird der Mann von einem Auto überfahren. Dampmann hat zwar für die Tatzeit ein Alibi, aber nachdem zwei Skinheads, die zu seinen Stammgästen zählen, gestanden haben, dass er sie dafür bezahlt hat, den „Penner“ zum Schweigen zu bringen, wird er festgenommen.
Zuvor hat „Apfelkönig“ Fries berichtet, dass sein Freund Dampmann am Abend des Apfelfestes mit Elzbieta Sex haben wollte, sie ihn aber abwies. Das erzürnte ihn derart, dass er in seinem angetrunkenen Zustand wie wild auf die junge Frau einschlug.

## Hintergrund
Blutige Ernte wurde in Berlin gedreht und am 21. April 2007 zur Hauptsendezeit im ZDF erstausgestrahlt.
Sputnik, dessen Rolle als Geschäftsmann in der Serie als Running Gag angelegt ist, arbeitet in dieser Folge als Vertreter für Gesundheits- und Wellnesskuren im Außendienst.

## Kritik
Tilmann P. Gangloff wertete auf tittelbach.tv verhalten: „‚Blutige Ernte‘ ist ein ausgesprochen schwacher Krimi aus der ZDF-Reihe ‚Ein starkes Team‘. Peter Zinglers Drehbuch ist kriminalistisch allenfalls Stangenware, aber auch die Inszenierung von Michel Bielawa ist äußerst ungelenk – was insgesamt dazu führt, dass selbst einer wie Vadim Glowna sein Ausnahmetalent vergeuden muss.“
Die Kritiker der Fernsehzeitschrift TV Spielfilm vergaben nur eine mittlere Wertung (Daumen gerade) und fanden, der Film sei „ohne zündende Ideen“ und weise nur „flau gezeichnete Figuren“ auf. Das Fazit lautete: „Wurmstichiges Obst aus der Krimikiste.“